# فرانسوا الأول ملك فرنسا
فرنسوا الأول أو فرنسيس الأول (François Ier) عاش (كونياك 1494م - رامبوييه 1547م) هو ملك فرنسا (1515 - 1547م)، وابن شارل من أورليان، كونت أونغوليم (Charles d'Orléans, comte d'Angoulême)، والدته «لويز من سافوا» (Louise de Savoie). أُسر في معركة بافيا 1525م شمال إيطاليا، واستنجدت أمه لويز دي ساڤوا بالسلطان سليمان القانوني في اسطنبول لطلب مساعدة السلطان في إنقاذ ابنها.

## السنوات الأولى
تولى حكم«مقاطعة أنغوليم» (شمالي بوردو في الجنوب الغربي لفرنسا) خلفا لأبيه، وحمل لقب كونت، كما أصبح دوقا على منطقة الفالوا (Valois: شمالي باريس). انتقل إليه عرش فرنسا بعد وفاة أحد أعمامه، الملك السابق «لويس الثاني عشر» (هو ابن عم «شارل من أورليان» -والد فرنسوا الأول-، ويشتركان في جدهما «لويس، دوق أورليان» ت.1407 م)، وكان «فرنسوا» قد اقترن بابنته (أي الملك) «كلود الفرنسية» (بالفرنسية: Claude de France)‏. قام بمجرد اعتلاءه سدة الحكم بمواصلة سياسة أسلافه اتجاه إيطاليا، فاجتاز على رأس قواته جبال الألب ثم ألحق هزيمة بالسويسريين في مارينيان (Marignan) عام 1515 م، قبل أن يعرج على شمال إيطاليا، ويستحوذ على منطقة ميلانو. فشل في أن يحمل الأمراء الجرمانيين على انتخابه إمبراطورا (كان اللقب رمزيا)، وانتزع غريمه شارل الخامس هذا اللقب. أصبح الأخير وعن طريق أملاكه في هولندا، بورغنديا وشمال إيطاليا، يشكل تهديدا مباشرا لمملكة فرنسا. حاول فرنسوا ولمواجهة خصمه القوي، أن يتحالف (1520 م) مع الملك هنري الثامن من إنكلترا، إلا أن الأخير والذي كانت تربطه علاقة مصاهرة عن طريق زوجته «كاترين من أراغون» مع شارل الخامس فضل عدم المخاطرة.

## في مواجهة شارل الخامس
منذ هذه الفترة ركز «فرنسوا» كل جهوده لمحاربة طموحات شارل الخامس وأسرة هابسبورغ، اندلعت أولى المواجهات بيت الطرفين، وفقد «فرانسوا الأول» قائد جيشه الذي فضل أن ينتقل إلى المعسكر الآخر، فتوالت الهزائم، وكانت أشدها في «بافيا» (إيطاليا) عام 1525 م، والتي وقع الملك نفسه على أثرها أسيرا في أيدي أعدائه، فأرسل مقيدا إلى العاصمة الإمبراطورية (مدريد)، وأجبر على التوقيع على معاهدة (1526 م) يقوم فيها بتسليم كامل منطقة ميلانو ومقاطعة بورغونيا إلى الإسبان. أطلق سراحه، فأعلن أنه في حِل من العهود السابقة، قام بالتحالف مع البابا «كليمينت السابع» (1523-1534 م) والذي دخل في نزاع هو الآخر مع الإمبراطور شارل لخامس، اشتعلت المواجهات من جديد بين فرنسا والهبسبورغ على إثر هذا التحالف، إلا أن أطرافاً داخلية تدخلت وتم التوقيع على معاهدة كامبريي (Cambrai) عام 1529 م والتي تخلت فرنسا بموجبها عن مطالبتها بشمال إيطاليا في مقابل اعتراف إسبانيا بسيادتها على منطقة بورغونيا.

## انتهاء الحروب الإيطالية
أصبح الجو هادئا بين الخصمين أثناء هذه الفترة، فقام الملك فرنسوا الأول -كانت زوجته الأولى قد توفيت- بالزواج من أخت الإمبراطور: «إليانور من هبسبورغ» (1529 م). إلا أن زواجه الجديد لم يشغله عن التفكير في عقد تحالفات جديدة: مع الأمراء البروتستانت داخل الإمبراطورية الجرمانية، والذين خرجوا عن طاعة الإمبراطور شارل الخامس، ثم مع العثمانيين، والذين كانوا يخوضون صراعا عنيفا مع إسبانيا للسيطرة على البحر المتوسط. تواصلت الحرب من جديد، وحاولت الجيوش الإمبراطورية أن تستولى على «إقليم بروفنسا»، إلا أنها هزمت على يد القوات الفرنسية (1544 م). انتهت هذه المرحلة بتوقيع معاهدة كريبي (1544 م) والتزم فيها فرنسوا الأول، بإعادة مقاطعتي «سفويا» (بين إيطاليا وفرنسا) و«بييمونتي» (حاضرتها مدينة «تورينو»)، كما تخلى عن مطالبته بأراضي: «فلاندر» (في بلجيكا وهولندا)، أرتوا (في فرنسا) ومملكة نابولي. أما شارل خامس فقد تخلي بدوره عن «مقاطعة بورغونيا» لصالح الملك الفرنسي. كانت هذه المعاهدة آخر الأحداث في مسلسل الحروب الإيطالية، والتي اندلعت بسبب محاولة كل طرف (فرنسا والهبسبورغ) السيطرة على شمال إيطاليا نظرا لغناها المادي والثقافي.

## راعي الفنون والآداب
قام «فرنسوا الأول» عام 1539 م باستبدال الفرنسية باللاتينية في دواوين الدولة، قرارات المحاكم وسجلات الحالات المدنية. شجع حركة الآداب والفنون، وساهم في الدفع بحركة النهضة في فرنسا، جلب إلى بلاطه العديد من الرسامين، (وبالأخص من إيطاليا، وعلى رٍأسهم ليوناردو دا فينشي). من أعماله الأخرى تأسيس الـ«كوليج دو فرانس» (
Collège de France)، والمطبعة الوطنية. أبدى الملك تسامحا تجاه الحركات البروتستانتية في بداية الأمر، وكان يهدف من وراء ذلك التقرب من الأمراء الجرمانيين، إلا أن حادثة الملصقات (1534 م)، جعلته يغير رأيه، فأطلق يد البرلمان في استصدار قوانين تعسفية ضد أتباع هذا المذهب.

## روابط خارجية
- فرانسوا الأول ملك فرنسا على موقع الموسوعة البريطانية (الإنجليزية)
- فرانسوا الأول ملك فرنسا على موقع إن إن دي بي (الإنجليزية)